# Emmy Internacional 2002
A 30.ª cerimônia de entrega dos International Emmys (ou Emmy Internacional 2002) aconteceu em 25 de novembro de 2002, no Sheraton Hotel em Nova York, Estados Unidos, e teve como apresentadora a jornalista e atriz Donna Hanover.

## Cerimônia
Os indicados para a 30ª edição dos Emmys internacionais foram anunciados pela Academia Internacional das Artes e Ciências Televisivas em 7 de outubro de 2002. O Reino Unido liderou encabeçou a lista, com sete nomeações. A rede BBC venceu em três prêmios. Além das categorias de programação, o presidente e diretor-executivo da Sony, Howard Stringer foi homenageado com o  Emmy Founders Award por suas "contribuições criativas únicas para as artes e ciência televisiva internacional". Já o Emmy Directorate Award dado ao japonês Katsuji Ebisawa, da NHK.
A cerimônia deste ano teve como apresentadores: Angela Lansbury, Joan Collins, Mia Farrow, Deborah Norville, Harry Smith, e Clark Thorell.

## Vencedores
| Melhor Série Dramática | Melhor Filme para TV ou Minissérie |
| --- | --- |
| - Rejseholdet - () (DR1) - All Stars - () (VARA) - Always Greener - () (Seven Network) - At Home with the Braithwaites - () (ITV)                                                                                     | - Die Manns - Ein Jahrhundertroman - () (ARD) - Perfect Strangers - () (BBC) - De enclave - () (VARA) - Sunday - () (Channel 4) |
| Melhor Programa Artístico | Melhor Programa de Artes Populares |
| - Dracula: Pages from a Virgin's Diary - () (CBC) - Touch - () (NPS) - The Tragedy of Hamlet - () (BBC) - Classic Albums: Elton John - Goodbye Yellow Brick Road - () (Isis Production/Eagle Rock)                    | - The Kumars at No. 42 - () (BBC) - Faking It - () (Channel 4) - Caiga quien caiga - () (Cuatro Cabezas) - Ladykracher - () (Ladykracher TV Produktions/Brainpool TV)                                                                                     |
| Melhor Cobertura Jornalística | Melhor Documentário |
| - BBC News at Ten por Fall of Kabul - () (BBC News) - Jornal Nacional por 11 de setembro - () (Rede Globo) - RTL aktuell por Terror Against America - () (RTL Television) - ITV News por Attack on America - () (ITN) | - Nicholas Winton: The Power of Good - () (Czech Television/Slovak Television) - Offspring - () (CBC Television) - Decision at Age 18 - Israeli Youths Refuse to Fight - () (NHK) - City Slickers: A Tale of Two African Penguins - () (Pelican Pictures) |
| Melhor Programa infanto-juvenil | |
| - Stig of the Dump - () (CBBC/Childsplay Television) - Being Eve - () (South Pacific Pictures) - Trickboxx - () (Kinderfilm) - Harold Peeble - () (France 3)                                                          | |

## Múltiplas vitórias
Por país
| N.º de vitórias | País        |
| --------------- | ----------- |
| 3               | Reino Unido |